# لمياء الزريبي
لمياء الزريبي (29 يوليو 1961) ولدت بمجاز الباب من ولاية باجة هي امرأة سياسية تونسية و وزيرة المالية في حكومة يوسف الشاهد.

## المسيرة الدراسية
حازت الزريبي على الإجازة في العلوم الاقتصادية اختصاص تخطيط من كلية الحقوق والعلوم السياسية والاقتصادية بجامعة تونس سنة 1983 و على شهادة ختم الدروس بالمرحلة العليا للمدرسة الوطنية للإدارة سنة 1993.

## المسيرة المهنية
شغلت الزريبي خطة رئيسة مديرة عامة لبنك تمويل المؤسسات الصغرى والمتوسطة، وكانت تشغل خطّة كاتبة دولة لدى وزير التنمية والاستثمار والتعاون الدولي في حكومة الحبيب الصيد الأولى. كما شغلت خطة رئيسة مديرة عامة لشركة شبكة تونس للتجارة وشغلت قبلها مديرة عامة للتقديرات بوزارة التنمية والتخطيط الدولي سنة 2008 ومديرة تقديرات المدفوعات الخارجية بنفس الوزارة عام 2001.